# هارون إس. روزنبرغ
هارون إس. روزنبرغ (بالإنجليزية: Aaron S. Rosenberg)‏ (13 أكتوبر 1969، نيوجيرسي في الولايات المتحدة)؛كاتب للأطفال وروائي أمريكي.